# ОШ „Прота Матеја Ненадовић” ИО Гола Глава
ОШ „Прота Матеја Ненадовић” ИО Гола Глава је осмогодишња школа, удаљена десет километара од Бранковине, данас издвојено одељење матичне школе. Њена историја почиње 1887. године када је државна комисија поставила темеље школске зграде.
Рад школе у Голој Глави је започео школске 1888/89. године, у којој је 55 ученика учио учитељ Милорад Ђукановић.
У септембру 1965. године подигнута је нова зграда школе. Крајем седме деценије врши се корекција школске мреже на сеоском подручју, па се школа у Голој Глави припаја школи у Бранковини школске 1970/71. године у оквиру јединствене школе чије је седиште у Бранковини.